# شركة البريد الإسرائيلي

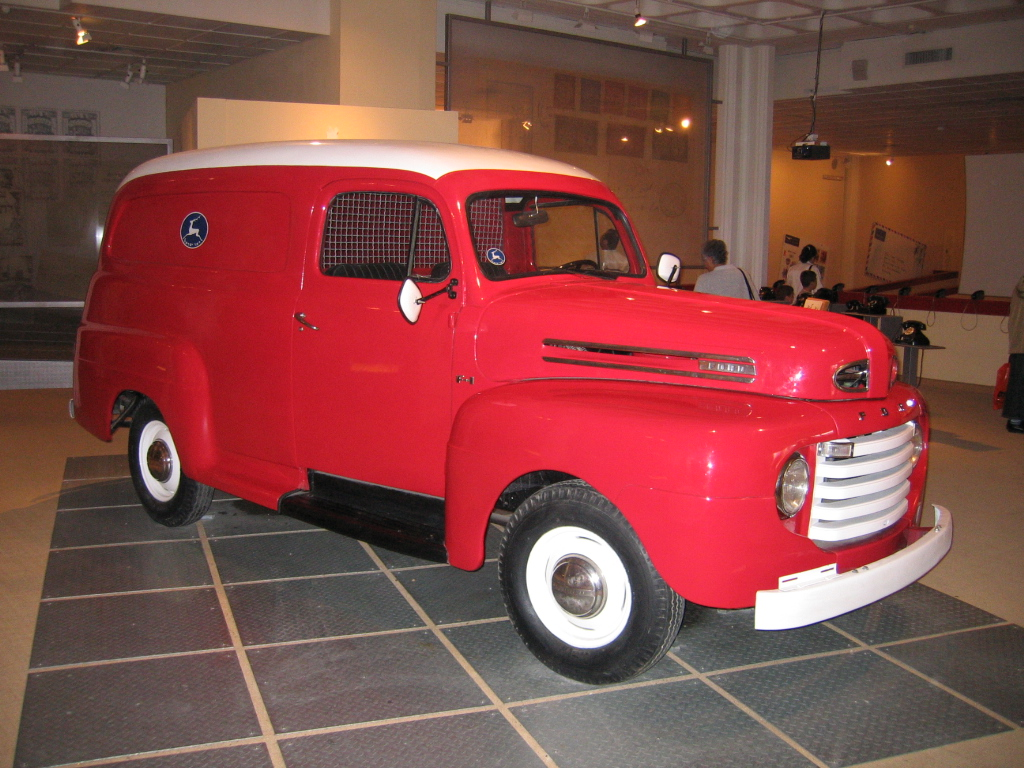
شاحنة Ford F-1 المستخدمة من قبل Israel Postal Company في 1948-1949 ، الآن في Eretz Israel Museum ، مبنى Philatelic

مكتب بريد القدس المركزي، طريق يافا ، القدس

شركة البريد الإسرائيلية (بالعبرية: דואר ישראל‏)،  كانت تسمى سابقًا هيئة البريد الإسرائيلية، وهي شركة مملوكة للحكومة تقدم خدمات بريدية في إسرائيل.
يعمل لديه 5000 موظف ،  بما في ذلك 1650 موظفًا لتسليم البريد و 2000 كاتب بريدي يديرون 700 فرع من مكاتب البريد في جميع أنحاء البلاد. لديها شبكة من 4226 صندوق بريد و 1000 شاحنة بريد. يتم فرز حوالي 2.5 مليون عنصر بريدي يوميًا.  في أكتوبر 2014 ، تم تخفيض عمليات تسليم البريد مرتين في الأسبوع.

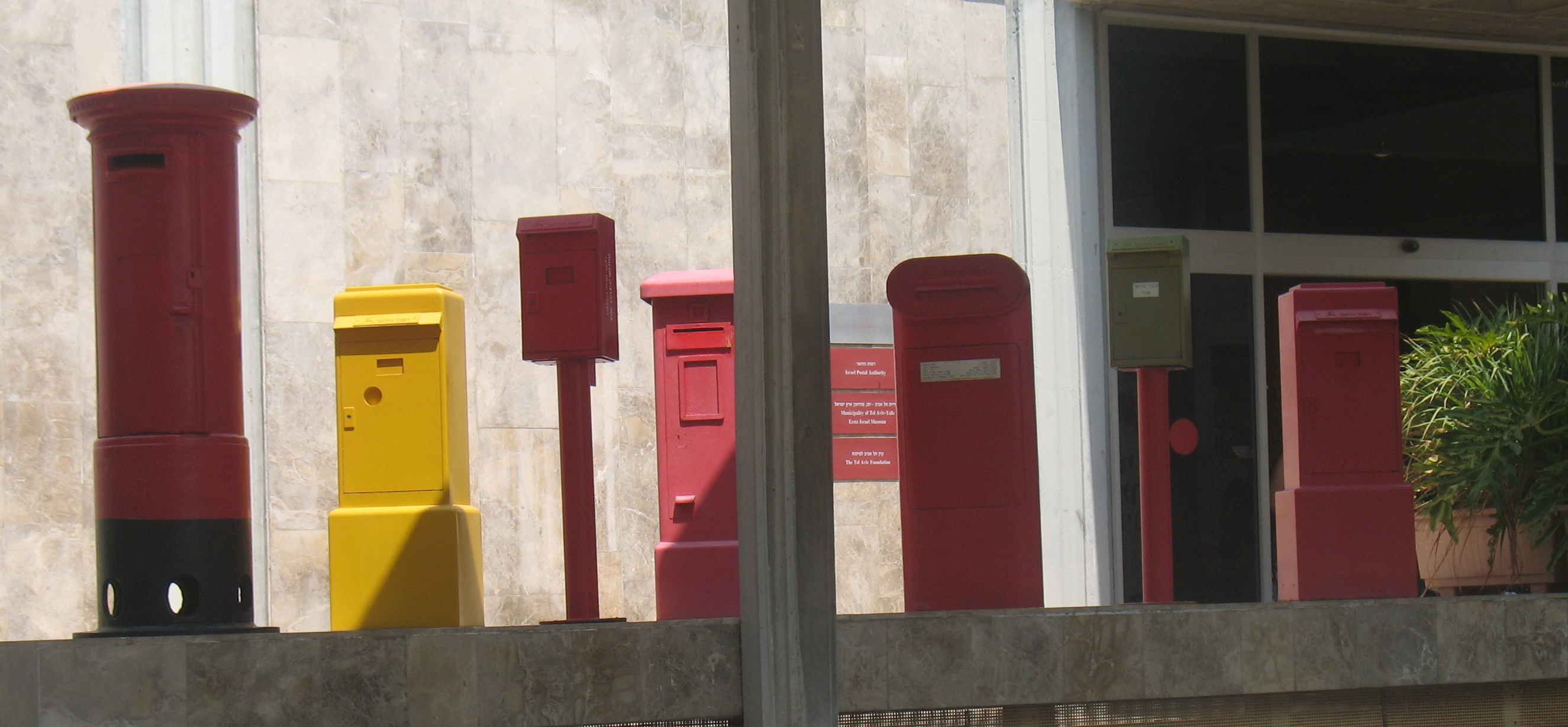
صناديق البريد التي تستخدمها خدمة بريد إسرائيل ، متحف إريتز إسرائيل ، جناح هواة الطوابع

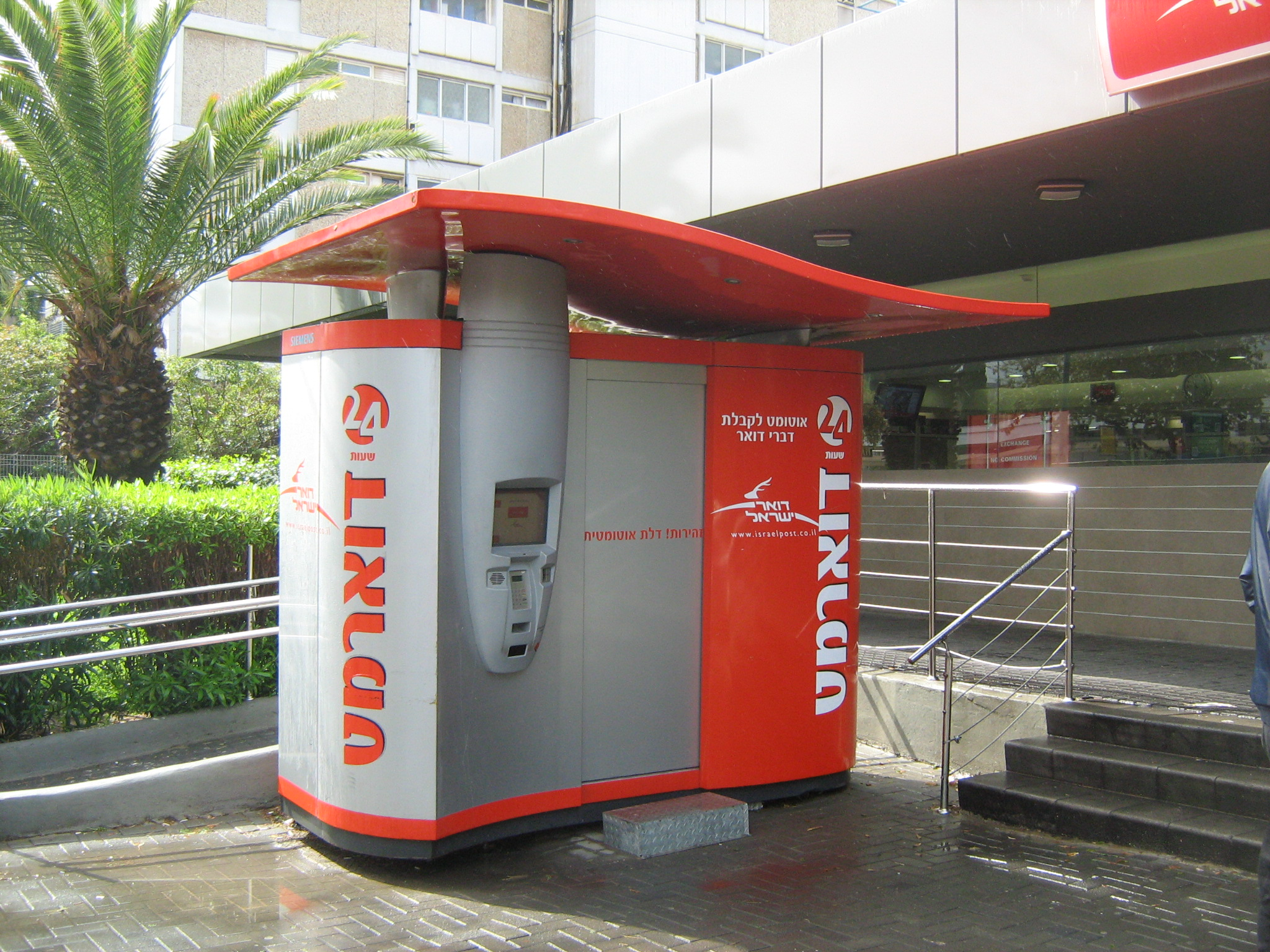
حزمة تلقائية البيك اب في تل أبيب

## روابط خارجية
- (بالإنجليزية) الموقع الرسمي